# 꼬리잡기
꼬리잡기는 상대방이 달고있는 꼬리를 잡고, 나의 꼬리는 잡히지 않도록 지키는 놀이이다.
여러명이 할 때에는 상대방을 잡고 기차놀이처럼 이어 가장 뒷 사람이 꼬리를 달고, 앞사람은 상대방의 꼬리를 잡는 형식으로 진행된다.

## 같이 보기
- 오징어 (놀이)
- 술래잡기